# Milizac-Guipronvel
Milizac-Guipronvel é uma comuna francesa na região administrativa da Bretanha, no departamento de Finistère. Estende-se por uma área de 41.62 km². Em 2010 a comuna tinha 4 586 habitantes (densidade: 110,2 hab./km²).
Foi criada em 1 de janeiro de 2017, após a fusão das antigas comunas de Guipronvel (sede) e Milizac.